# Tupoljev Tu-134
Tupoljev Tu-134 (NATO oznaka: Crusty) je dvomotorno ozkotrupno reaktivno potniško letalo, ki so ga zasnovali v Sovjetski zvezi pri Tupoljevu. Na izgled je podoben francoskemu letalu Sud Aviation Caravelle in DC-9, ki je poletel 2 leti kasneje. Izdelovali so ga med letoma 1966 in 1984. Tu-134 lahko operira s slabo pripravljenih stez. Je bilo eno izmed najbolj uporabljenih letal Varšavskega pakta. Uporabljalo ga je 42 držav, nekateri celo z 12 vzleti in pristanki na dan. Največji uporabnik je bil Aeroflot za katero je Tu-134 prevozil 360 milijonov potnikov. Poleg potniških letal so ga uporabljali tudi v vojski za različne namene. V zadnjih letih so veliko letal predelali v poslovna letala ali pa za VIP prevoze. Vsega so izdelali 852 letal.
Po letalu Sud Aviation Caravelle, ki je imelo gladko aerodinamično krilo in v repu nameščene motorje, je veliko izdelovalcev letal po svetu kopiralo koncept. Ta način ima tudi tišjo kabino za potnike. Ima pa določene probleme, namestitev sorazmeno težkih motorjev premakne težišče letala in zahteva druge popravke, kot je npr. premestitev repnih kontrolnih površin. Danes tak sistem uporabljajo samo še poslovna letala in CRJ ter kitajski ARJ 21
Sovjetski predsednik Nikita Hruščov je bilo zelo impresioniran nad Sud Aviation Caravelle in Tupoljev je takoj dobil direktivo za razvoj novega letala Tu-124A. Potrebno je bilo tudi nadomestiti batne Iljušin Il-14, ki so bili počasni.
Tu-134 je imel sorazmerno veik naklon kril 35 stopinj, v primerjavi za 25-28 pri konkurenci. Prve verzije niso imele obračalnika potiska, zato je letalo imelo zaviralno padalo.

## Tehnične specifikacije
- Posadka: 3–5
- Kapaciteta: 72–84 potnikov
- Tovor: 8 200 kg (18 075 lb)
- Dolžina: 37,10 m (121 ft 8 in)
- Razpon kril: 29,00 m (95 ft 1 in)
- Višina: 9,02 m (29 ft 6 in)
- Površina kril: 127,3 m² (1 370,24 ft²)
- Prazna teža: 27 960 kg (61 640 lb)
- Maks. vzletna teža: 47 600 kg (104 940 lb)
- Motorji: 2 × Soloviev D-30-II turbofan, 66,68 kN (14 990 lbf) vsak
- Premer trupa: 2,9 m (9 ft 6 in)
- Kapaciteta goriva: 13 200 l (2 900 imp gal; 3 500 US gal)

- Maks. hitrost: 950 km/h (485 kn, 559 mph)
- Potovalna hitrost: 850–900 km/h (405 kn, 466 mph)
- Dolet: 1 900–3 000 km (1 025 nmi, 1 180 mi)
- Dolet (prazen): 3 200 km (1 890 nmi, 2 175 mi)
- Višina leta (servisna): 12 100 m (39 040 ft)